# Xã Fulton, Quận Muscatine, Iowa
Xã Fulton (tiếng Anh: Fulton Township) là một xã thuộc quận Muscatine, tiểu bang Iowa, Hoa Kỳ. Năm 2010, dân số của xã này là 703 người.